# 張子楓
張 子楓（チャン・ツィフォン、チャン・ズーフォン、2001年8月27日 - ）は、中華人民共和国の女優、元子役。河南省三門峡市出身。中国で広く知られている中で最も若い俳優の1人。

## 略歴
5歳からモデルをはじめ、2010年にフォン・シャオガン監督の映画『唐山大地震』で主人公の幼少期を演じ、10歳未満で第31回百花奨最優秀新人賞を受賞。
2012年、人気小説を原作とした医療系ドラマ『心術』に出演。
2018年、岩井俊二監督中国映画『チィファの手紙』で第55回金馬奨最優秀助演女優賞にノミネート。同年、人気漫画を原作とした実写映画『ヤンチャな兄 どっか行け』で主演。
2019年1月、中国CCTV映画チャンネル「演技派新生代四小花旦」に当選。
2019年8月、フォーブス「2019中国有名人ランキング」に当選し、10月17日「フォーブス中国30歳以下エリート」に当選。2020年に北京電影学院に進学。
2021年には映画『シスター 夏のわかれ道』『この夏の先には』で主演している。

## 出演

### 映画
- 武術之少年行
- 唐山大地震（原題：唐山大地震）（2010年7月22日公開） - 方登（幼少期） 役
- 一九四二（2012年11月29日公開） - 少女 役
- 摩登年代（2013年8月23日公開） - 丟丟 役
- 宮鎖沉香（2013年8月13日公開） - 兆佳・沉香（幼少期） 役
- 同桌的你（2014年4月25日公開） - 周小梔（幼少期） 役
- 唐人街探偵 THE BEGINNING（原題：唐人街探案）（2015年12月31日公開） - スノー（思諾） 役（日本ではAmazonprimeなどで配信）
- 魔宮魅影（2016年4月29日公開） - 孔蘭 役
- 李雷和韓梅梅（2017年6月9日公開） - 韓梅梅 役
- ヤンチャな兄 どっか行け（原題：快把我哥帯走）（2018年8月17日公開） - シーミョ 役（日本ではAmazonprimeで配信）
- チィファの手紙（原題：你好，之華）（2018年11月9日公開） - 少女時代のチィファ／サーラン 役
- 慾念遊戲（2019年4月12日公開） - 萌萌 役
- 愛しの母国（原題：我和我的祖國）（2019年9月30日公開） - 呂瀟然（学生時代） 役
- モフれる愛（原題：寵愛）（2019年12月31日公開） - 江楠 役
- 親愛的新年好（2019年12月31日公開） - 少女 役
- 唐人街探偵 東京MISSION（原題：唐人街探案3）（2021年公開） - スノー（思諾） 役
- シスター 夏のわかれ道（原題：我的姐姐）（2021年公開） - アン・ラン 役
- 秘密訪客（2021年公開） - 汪楚瞳 役
- 歳月忽已暮（2021年公開） - 姜河 役
- アウトブレイク ～武漢奇跡の物語～（原題：中國醫生）（2021年公開） - 張小楓 役
- この夏の先には（原題：盛夏未來）（2021年公開） - チェン・チェン 役（日本ではNetflixで配信）
- 再見，少年（2021年公開） - 黎菲 役
- 志願軍 〜雄兵出撃〜（原題：志愿軍：雄兵出撃）（2023年公開）※2024東京・中国映画週間で上映
- 穿過月亮的旅行（2024年公開）
- 危機航線（2024年公開）
- 志愿军：存亡之战（2024年公開）
- 我會好好的（2025年公開）
- 酱园弄·悬案（2025年公開）
- 花漾少女殺人事件（2025年公開）
- 捕風追影（2025年公開）

### テレビ・配信ドラマ
- 寧為女人 - 許雪妨 役
- 龍鬚溝 - 妞子（幼少期） 役
- 大愛無敵 - 徐佳佳 役
- 秘密列車 - 謝甜甜 役
- 你是我的生命 - 南冰潔（幼少期） 役
- 媽媽我愛你（2011年7月10日 - 7月19日、安徽テレビ） - 章瑤（幼少期） 役
- 我要一個家 - 孟小露（幼少期） 役
- 顧楽家的幸福生活 - 顧楽 役
- 心術（2012年5月3日 - 5月20日、東方テレビ） - 南南 役
- 龍門鏢局（2013年7月30日 - 8月13日、東方テレビ） - 小雪絨 役
- 璀璨人生（2013年8月27日 - 9月30日、湖南テレビ） - 余非（幼少期） 役
- 老爸回家（2014年4月8日、江西テレビ） - 霍聰 役
- 使命召喚 - 小核桃 役
- 小別離（2016年8月15日、BTV / 浙江テレビ） - 方朵朵 役[8]
- 我們的少年時代（2017年7月9日 - 7月31日、湖南テレビ） - 栗梓 役[9]
- 推理筆記 - 夏早安 役
- 我和両個他（2018年7月18日、iQIYI） - 林圓 役
- 天才基本法 天才基本法（2022年）

### 劇場版アニメ
- 天才犬ピーボ博士のタイムトラベル 天才眼鏡狗（2014年3月28日公開） - ペニーピーターソン 役（中国語吹き替え）
- スノーベイビー 雪人奇縁（2019年10月1日公開） - イー 役（中国語吹き替え）

## 受賞歴

### 映画・ドラマ
| 年     | 賞                               | 部門                                 | 候補作品                    | 結果       |
| ------ | -------------------------------- | ------------------------------------ | --------------------------- | ---------- |
| 2012年 | 第31回百花奨                     | 最優秀新人賞                         | 『唐山大地震』              | 受賞       |
| 2017年 | 第22回華鼎奨 中国百強ドラマ      | 最優秀助演女優賞                     | 『小別離』                  | 受賞       |
| 2017年 | 第5回中英映画祭                  | 最優秀新人賞                         | 『李雷和韓梅梅』            | 受賞       |
| 2018年 | 第55回金馬奨                     | 最優秀助演女優賞                     | 『チィファの手紙』          | ノミネート |
| 2018年 | 電影嘉年華                       | 最も注目されるパフォーマンス賞       | 『ヤンチャな兄 どっか行け』 | 受賞       |
| 2018年 | 第26回北京大学生映画祭           | 最優秀新人賞                         | 『ヤンチャな兄 どっか行け』 | ノミネート |
| 2020年 | 第23回上海国際映画祭             | 最もメディアの注目を集めた主演女優賞 | 『再見、少年』              | 受賞       |
| 2021年 | 第15回アジア・フィルム・アワード | 主演女優賞                           | 『シスター 夏のわかれ道』   | ノミネート |
| 2021年 | 第16回長春映画祭                 | 最優秀女優賞                         | 『シスター 夏のわかれ道』   | 受賞       |
| 2021年 | 第34回金鶏奨                     | 最優秀主演女優賞                     | 『シスター 夏のわかれ道』   | ノミネート |
| 2023年 | 第19回華表獎                     | 優秀女優賞                           | 『シスター 夏のわかれ道』   | 受賞       |